# Benfieldside
Benfieldside är en stadsdel i Consett, i kommunen Durham i grevskapet Durham, i England. Stadsdelen hade 8 171 invånare år 2021. Benfieldside var en civil parish 1866–1937 när blev den en del av Consett. Civil parish hade 9 193 invånare år 1931. Benfieldside var ett distrikt 1894–1937 när blev den en del av Consett.